# Noyer du Japon
Juglans ailantifolia
Pour les articles homonymes, voir Noyer (homonymie).
Espèce
Classification APG II (2003)
Le noyer du Japon (Juglans ailantifolia, synonymes : J. cordiformis et J. sieboldiana) est une espèce de noyer originaire du Japon.

## Description

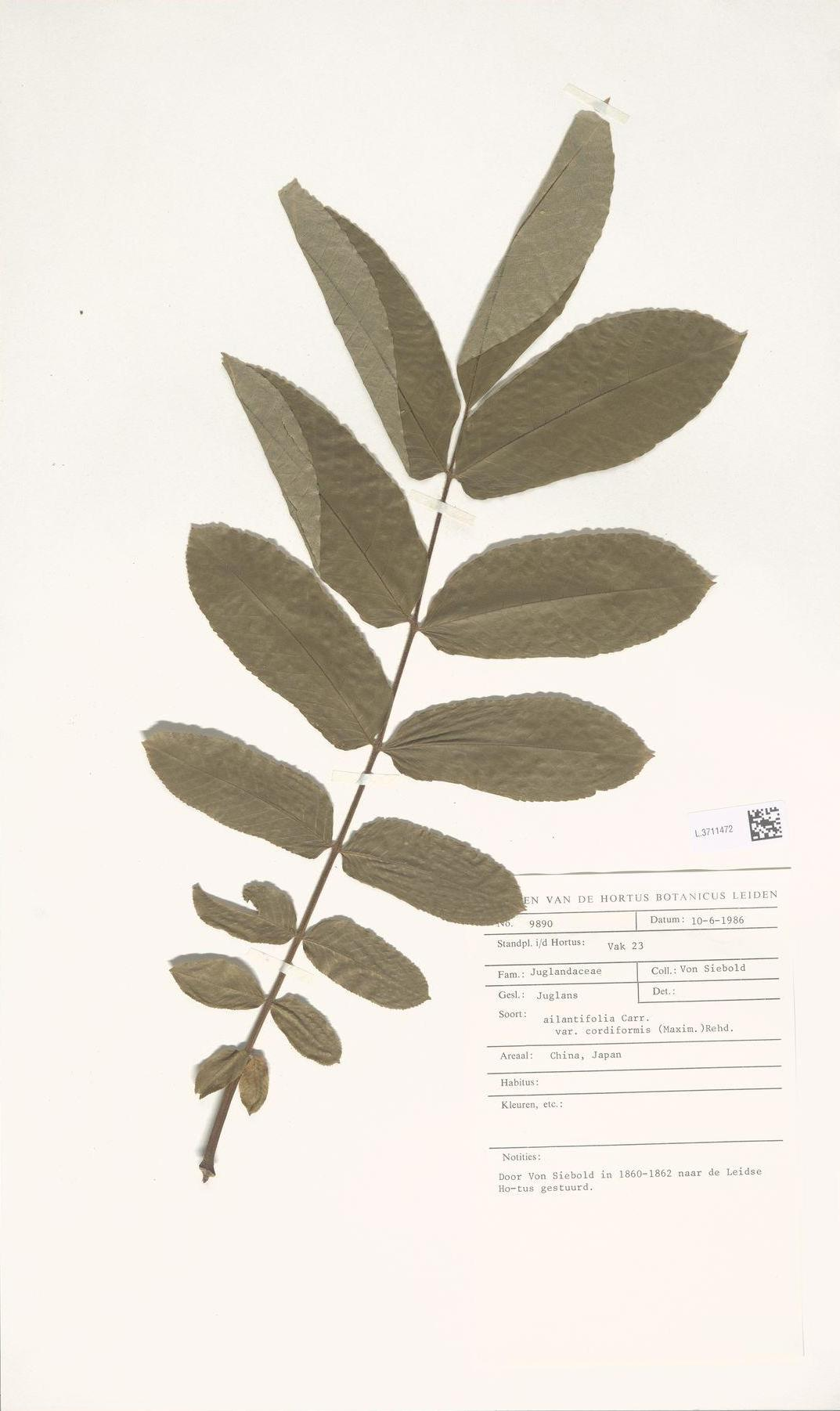
Feuille d'herbier, Collection Siebold, 1823-1829?

C'est un feuillu à feuilles caduques qui peut atteindre une hauteur de 25 m. Son écorce gris-brun se fissure en petites plaques avec l'âge. Son port est largement étalé. Il pousse dans les zones humides et aux bords des rivières.
Les feuilles du noyer du Japon sont vert foncé dessus, et velues des deux côtés, mais surtout dessous. Elles sont dentées, et font environ 15 cm de long. Le rachis, robuste et velu, est à feuilles pennées, de 11 à 17 folioles. Les feuilles poussent à l'extrémité des jeunes rameaux, de la fin du printemps au début de l'été.
Les fleurs sont petites, sans pétales, en chaton. Les fleurs mâles sont verdâtres, font jusqu'à 30 cm de long, et pendent sur les vieux rameaux. Les fleurs femelles font jusqu'à 10 cm de long, sont à stigmates rouges.

## Utilisation
Le bois est utilisé entre autres pour les dorures. 
Les noix sont brunes aux pores peu profonds, et sont comestibles. Elles font environ 5 cm de long, et poussent par groupe de 20.
Le brou du fruit est toxique. Il est traditionnellement utilisé au Japon pour appâter les poissons. Il est couvert de poils collants.

## Variétés
- Juglans ailantifolia var. ailantifolia
  - synonymes : Juglans sieboldiana Maxim., Juglans cordiformis var. ailantifolia
  - (en) GRIN : espèce Juglans ailantifolia Carrière var. ailantifolia
- Juglans ailantifolia var. cordiformis
  - synonymes : J. coarctata Dode, J. cordiformis Maxim., J. lavalleei Dode, J. sieboldiana var. cordiformis Makino, J. subcordiformis Dode.
  - (en) GRIN : espèce Juglans ailantifolia Carrière var. cordiformis (Makino) Rehder

Le noyer de cœur (Juglans ailantifolia var. cordiformis) est une variété de noyer du Japon qui se distingue par sa noix, dont la section transversale a la forme d'un cœur, qui est très difficile à casser et qui peut donner des cerneaux intacts après avoir été cassée. La noix de cœur est une noix douce sans l'arrière-goût amer que l'on retrouve souvent avec les noix de noyer noir et les noix de noyer commun. Plusieurs cultivars ont été développés pour la production de noix.

## Galerie

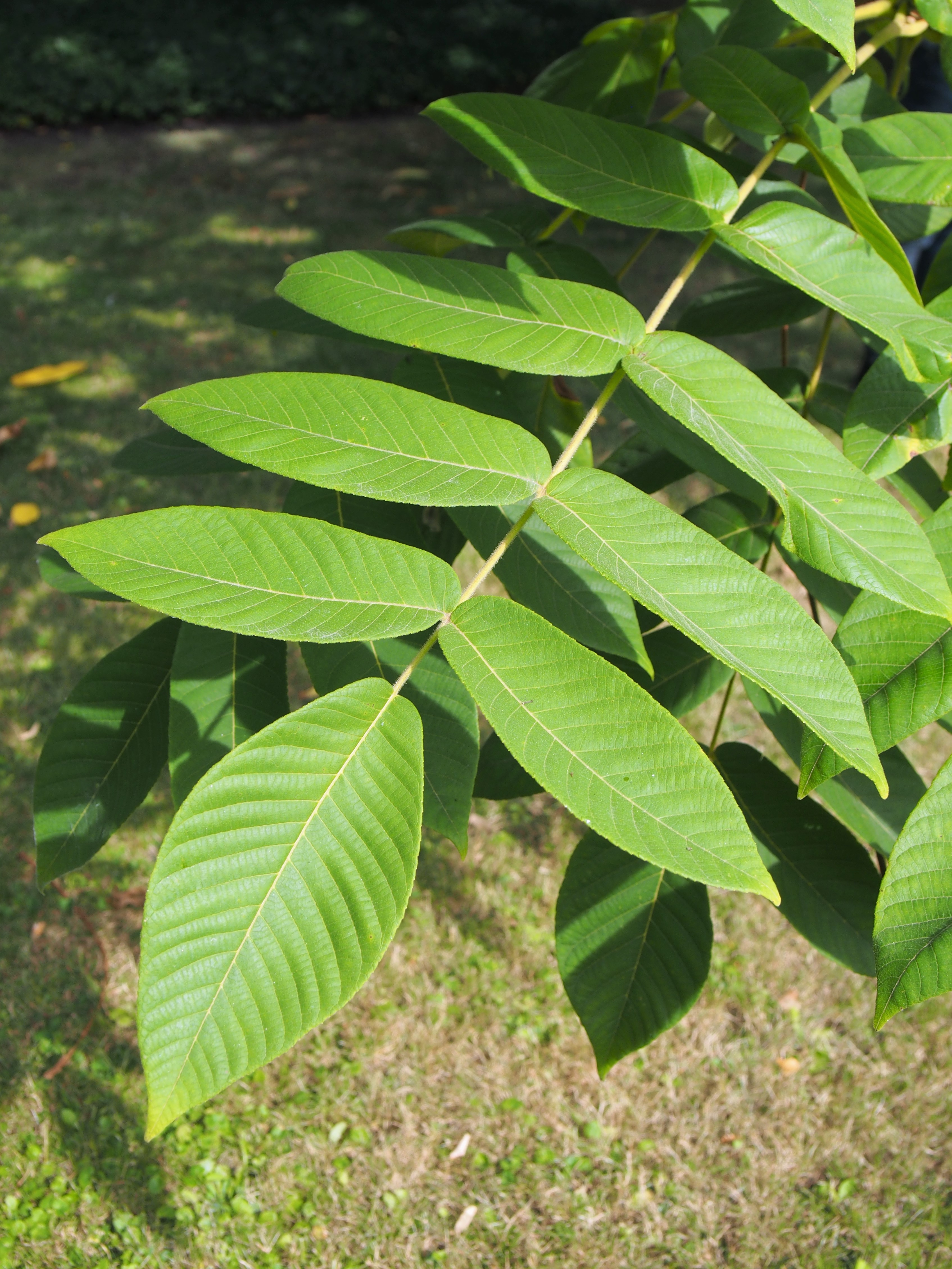
Feuille
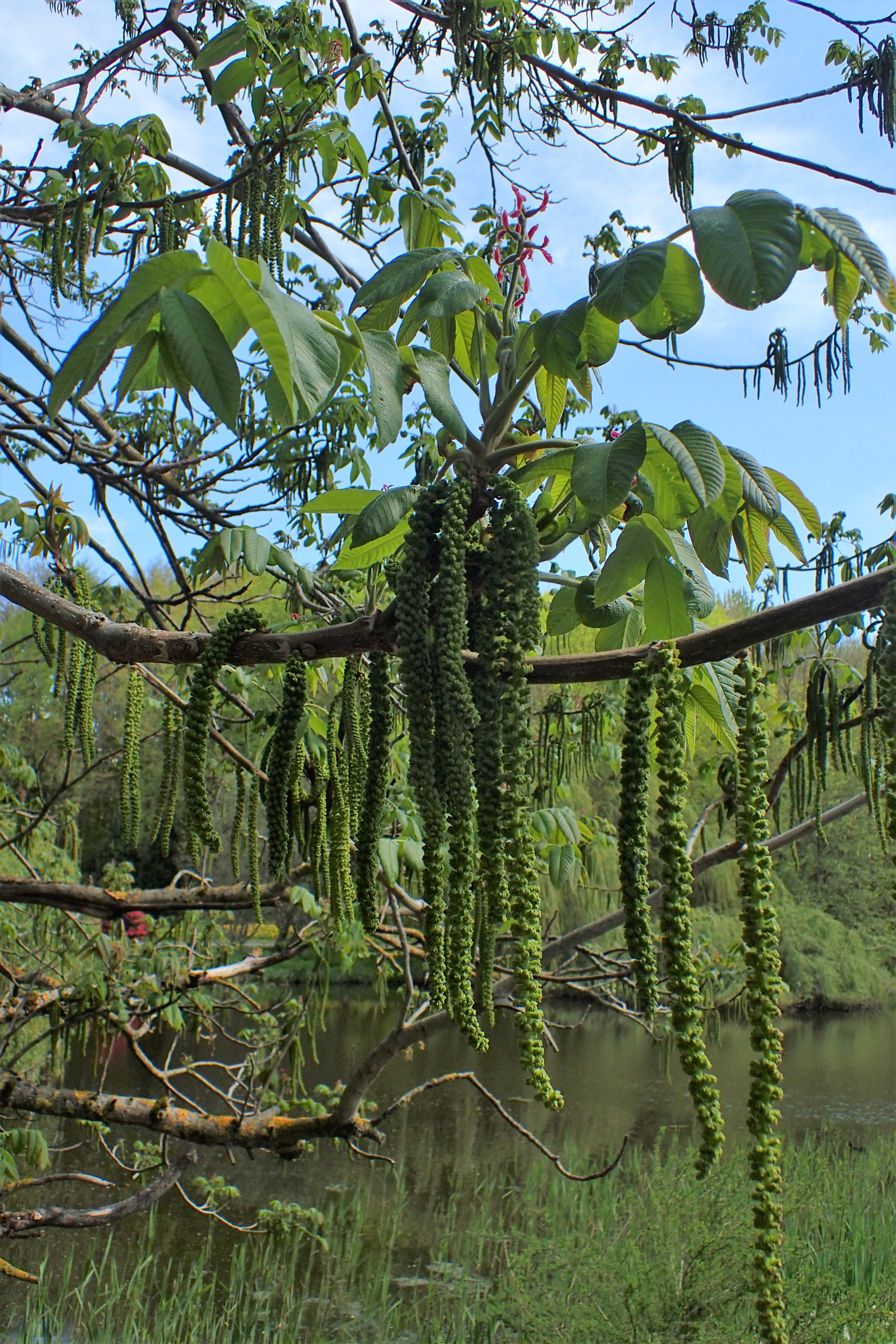
Fleurs mâles
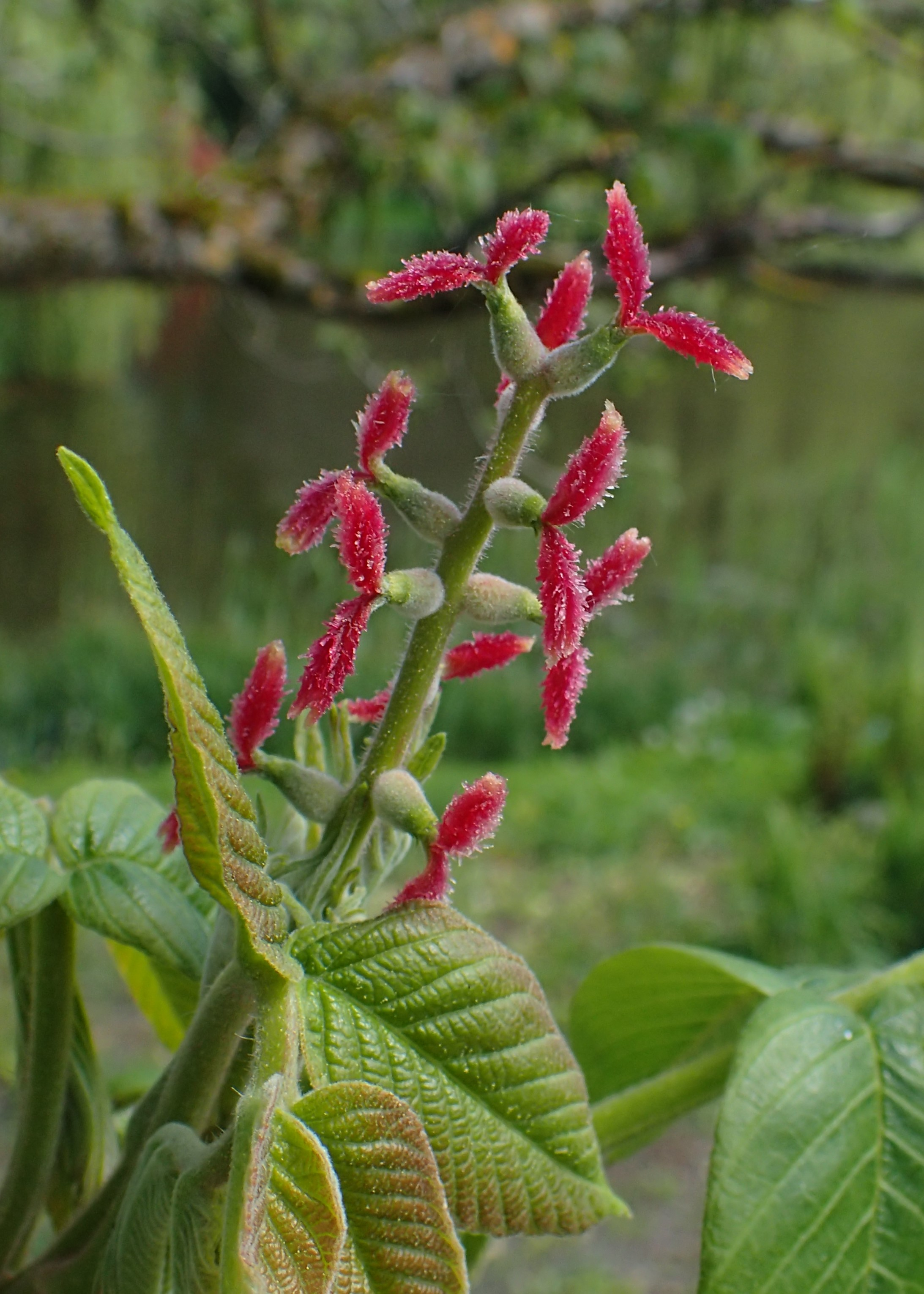
Fleurs femelles
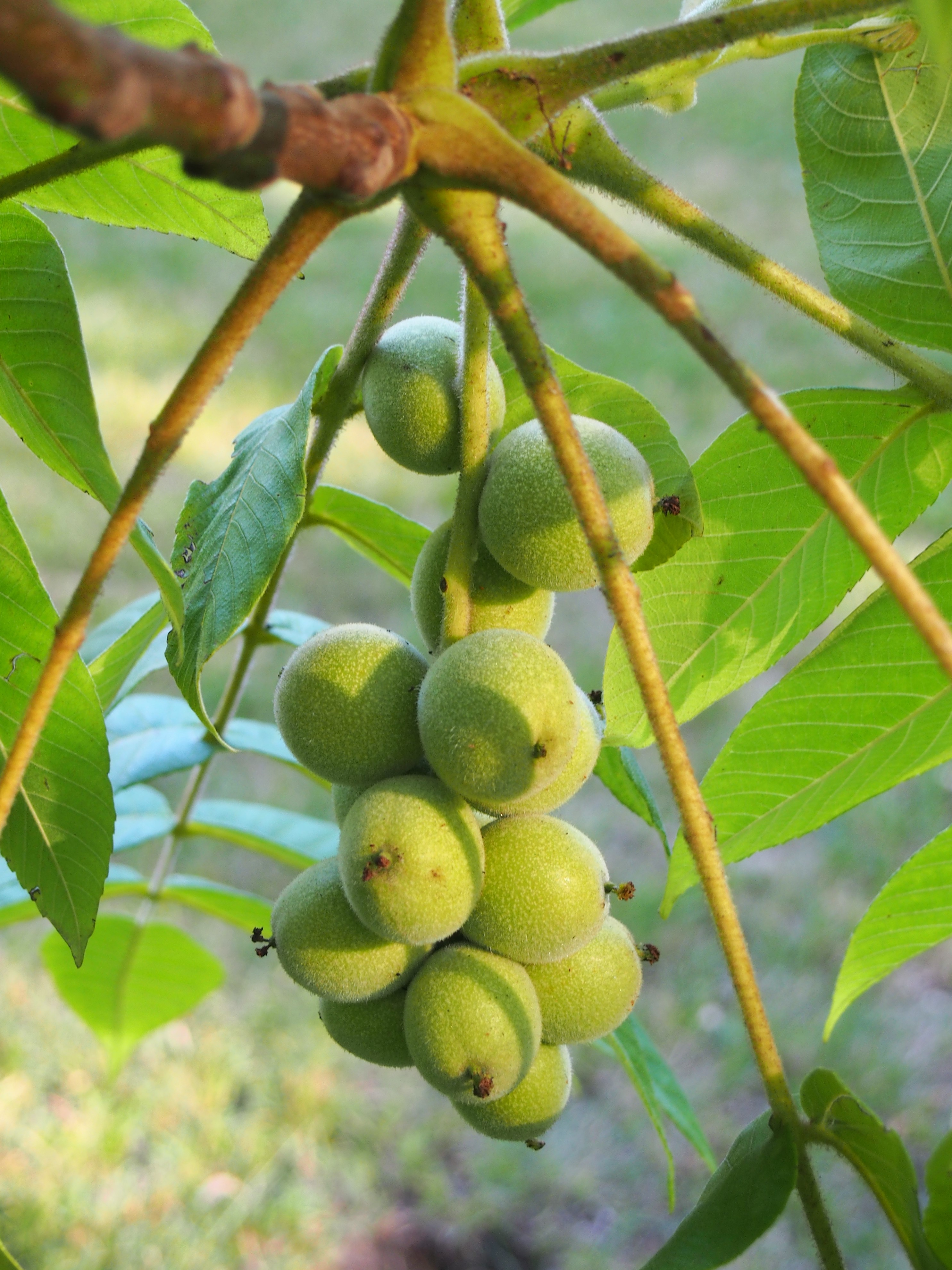
Noix
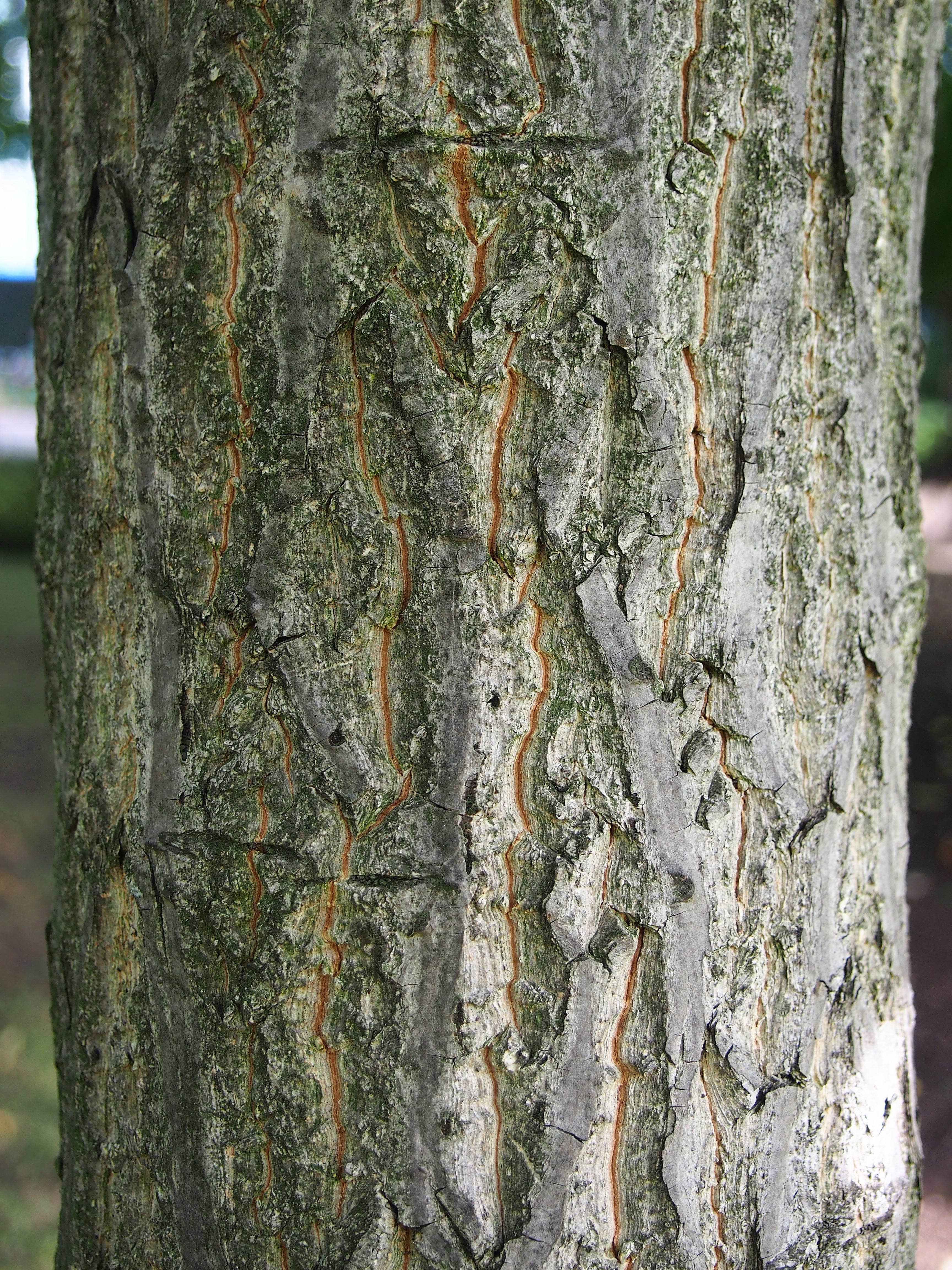
Tronc
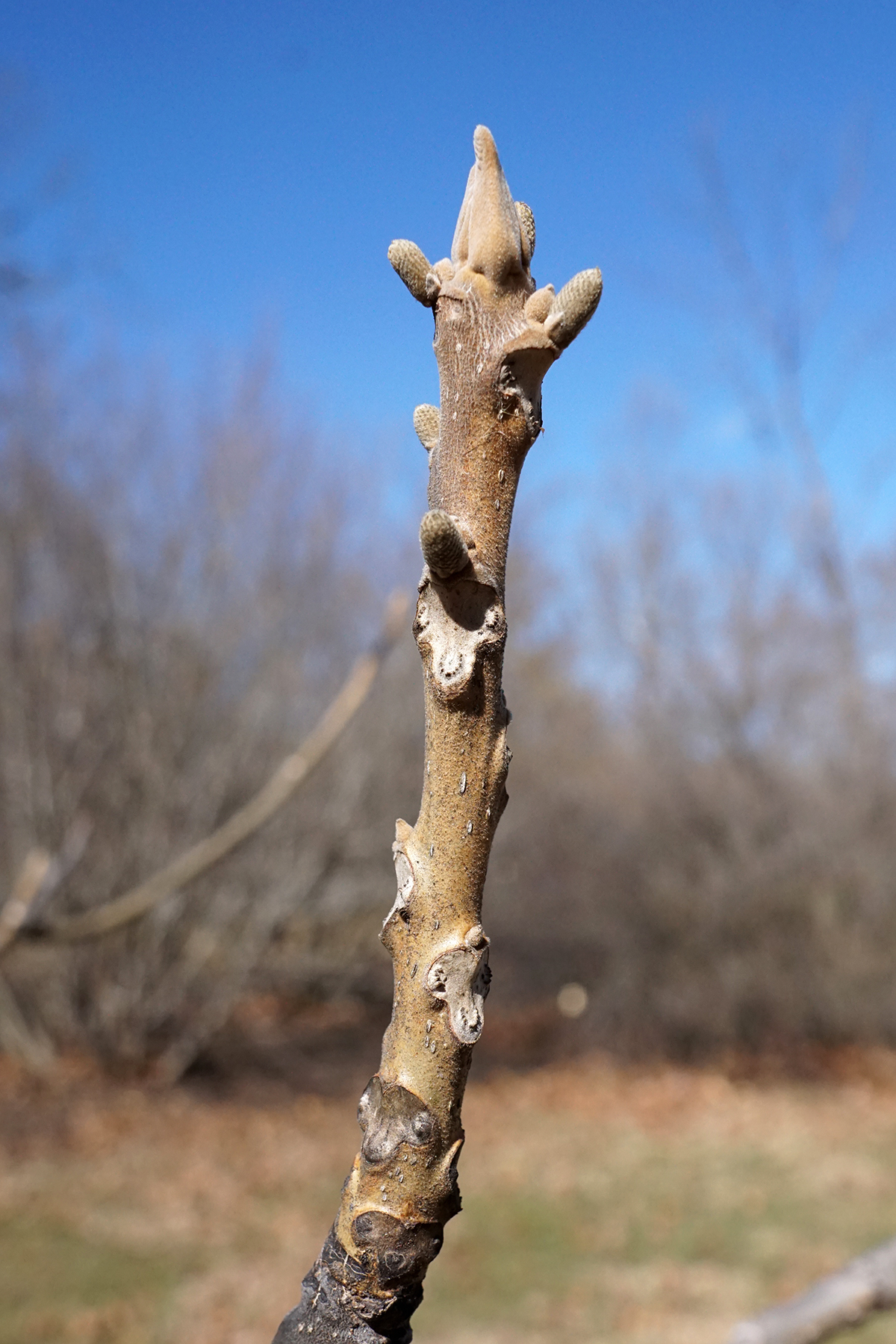
Bourgeons

## Sources
- Allen J. Coombes, Arbres, Éd. Larousse, 2005,  (ISBN 2035604028).